# Schäfer András
Schäfer András (Szombathely, 1999. április 13. –) magyar válogatott labdarúgó, középpályás. A Bundesligában szereplő Union Berlin játékosa.

## Pályafutása

### Klubcsapatokban

#### MTK Budapest
Az Illés Béla Labdarúgó Akadémián nevelkedett, 2014-ben került az MTK csapatához. A magyar élvonalban 2017. április 1-jén mutatkozott be a Gyirmót elleni bajnokin, az élvonal akkori negyedik legfiatalabb játékosaként, 17 évesen. A következő szezonban alapembere volt a másodosztályban bajnoki címet szerző és az élvonalba visszajutó csapatnak, 28 találkozón négyszer volt eredményes.
A 2018–2019-es élvonalbeli szezonban is alapemberként számított játékára a csapat vezetőedzője, Feczkó Tamás.

#### Genoa
2019 januárjában az olasz élvonalban szereplő Genoa tett érte ajánlatot, amit az MTK elfogadott. Szerződtetését a Genoa és az MTK január 26-án jelentette be hivatalosan. A genovai klub egymillió eurót fizetett Schäfer játékjogáért, aki három és fél éves szerződést írt alá.
A szezon során a genovaiak Primavera-csapatában kapott lehetőséget, és bár több élvonalbeli mérkőzésre is nevezték, játéklehetőséget nem kapott.

#### Chievo
2019. augusztus 21-én a másodosztályú Chievo vette kölcsön a 2019–2020-as idény végéig. A veronai csapatban többnyire a tartalékcsapatban kapott lehetőséget, felnőtt bajnokin nem játszott.

#### DAC
2020. január 17-én a dunaszerdahelyi DAC vette kölcsön. Február 16-án, a bajnokság 19. fordulójában mutatkozott be a DAC-ban, az 56. percben csereként állt be a Senica elleni 0–0-s bajnokin. A következő fordulóban, a Ruzomberok elleni 0–0-s bajnokin a 89. percben kiállították. Június végén kölcsönszerződését a koronavírus-járvány miatt augusztus 31-ig meghosszabbították. A 2020-2021-es bajnokság 3. fordulójában gólpasszt adott a DAC Nyitra elleni 6-0-s győzelme alkalmával és bekerült a forduló válogatottjába is. A következő körben a Nagyszombat elleni 2-1-es győzelem alkalmával ismét gólpasszt adott. Az 5. fordulót követően újból bekerült a liga álomcsapatába. Szeptember 8-án a DAC bejelentette, hogy végleg megvásárolta Schäfer játékjogát a Genoától, aki 2024 nyaráig írt alá az együtteshez. 2021. augusztus 1-jén szerezte meg első bajnoki gólját a Liptószentmiklós ellen. Augusztus 27-én, a bajnokság 6. fordulójában a DAC 3–0-ra győzött a Pohronie otthonában, Schäfer pedig góllal és gólpasszal járult hozzá a sikerhez. 2021 végén őt választották az ősz legjobb játékosának a Dunaszerdahely labdarúgóklub szurkolói, valamint a Liptószentmiklós elleni találatát az év legszebb góljának ítélték a szurkolói voksoláson. A szlovák Sport napilapnál bekerült a Fortuna Liga őszi idényének álomcsapatába – a harmadik legjobbként, 247-es indexponttal –, egyedül ő képviseli a listán  Dunaszerdahely csapatát.

#### Union Berlin
2022. január 21-én szerződött a német első osztályú Union Berlin csapatához.
Február 13-án mutatkozott be a csapatban, a német bajnokság – 2021–2022-es idényének – 22. fordulójában a Borussia Dortmund elleni 0–3-ra elvesztett mérkőzésen. A találkozó 78. percében lépett pályára Sheraldo Becker-t váltva.
Április 9-én a negyedik mérkőzésén szerezte első gólpasszát a Hertha BSC elleni 1–4-es idegenbeli bajnokin. Előbb a 62. percben lépett pályára, Genki Haraguchi-t váltva, majd tizenkét perccel később csapata harmadik góljánál Sheraldo Becker-t szolgálta ki. Április 20-án első alkalommal lépett pályára a német kupában (DFB-Pokal), a 64. percben cserélték be az RB Leipzig ellen 2–1-re elvesztett elődöntőn. Három nappal később, ugyancsak a Lipcse ellen lépett pályára kezdőként először az Union színeiben a 2–1-re nyert idegenbeli találkozón. Május 7-én szerezte az első gólját, a Freiburg ellen 4–1-re megnyert bajnokin.
2024. február 24-én szerezte meg a második találatát a klub színeiben, az 1. FC Heidenheim elleni 2–2-re végződő bajnokin. Az első félidő hosszabbításában szerzett vezetést a csapatának egy 18 méteres lövésből, amely megpattant csapattársa, Brenden Aaronson hátán.
A 2024–2025-ös szezon 6. fordulójában a Borussia Dortmund elleni 2–1-es győzelem alkalmával játszotta 50. Bundesliga-mérkőzését.

### A válogatottban
Többszörös utánpótlás-válogatott. 2020 augusztusában meghívót kapott Marco Rossi szövetségi kapitánytól a török és az orosz válogatott elleni Nemzetek Ligája mérkőzésekre készülő magyar válogatott 25 fős keretébe. Szeptember 3-án, a Törökország ellen idegenben elért 1-0-s győzelem alkalmával mutatkozott be a nemzeti csapatban. 2021 júniusában bekerült az Európa-bajnokságon résztvevő 26 fős keretbe. 2021. június 4-én, a ciprusiak ellen 1–0-ra megnyert felkészülési mérkőzésen megszerezte első válogatott gólját. Az Európa-bajnokságon a magyar csapat mindhárom csoportmérkőzésén pályára lépett, a németek elleni 2–2-es találkozón ő szerezte a válogatott második gólját. A kontinenstornán a magyar csapat mindhárom csoportmérkőzésén pályára lépett, játékával Szoboszlai Dominik és Kalmár Zsolt sérülését követően a magyar csapat felfedezettjének volt tekinthető az Európa-bajnokságon.

## Magánélete
Schäfer Péter (fogtechnikus) és dr. Pászthory Ildikó (fogorvos) gyermekeként született. Kezdetben édesapja edzette fiát, aki két barátjával megalapította a Grundball PFC-t, ahol később András is nevelkedett.
2024. december 30-án a Szombathelyi Haladás megmentésére előbb 5 millió forintot, majd másnap 10 millió forintot adományozott a klub részére.

## Statisztika

### Klubcsapatokban
2025. augusztus 15-i állapot szerint.
| Klub            | Szezon         | Bajnokság      | Bajnokság | Bajnokság | Kupa  | Kupa  | Nemzetközi | Nemzetközi | Összes | Összes |
| Klub            | Szezon         | Liga           | Mérk.     | Gólok     | Mérk. | Gólok | Mérk.      | Gólok      | Mérk.  | Gólok  |
| --------------- | -------------- | -------------- | --------- | --------- | ----- | ----- | ---------- | ---------- | ------ | ------ |
| MTK Budapest II | 2016–17        | NB III         | 7         | 1         | —     | —     | —          | —          | 7      | 1      |
| MTK Budapest II | Összesen       | Összesen       | 7         | 1         | —     | —     | —          | —          | 7      | 1      |
| MTK Budapest    | 2016–17        | NB I           | 2         | 0         | —     | —     | —          | —          | 2      | 1      |
| MTK Budapest    | 2017–18        | NB II          | 28        | 4         | 6     | 2     | —          | —          | 34     | 6      |
| MTK Budapest    | 2018–19        | NB I           | 14        | 1         | 1     | 0     | —          | —          | 15     | 1      |
| MTK Budapest    | Összesen       | Összesen       | 44        | 5         | 7     | 2     | —          | —          | 51     | 7      |
| Genoa           | 2018–19        | Serie A        | —         | —         | —     | —     | —          | —          | —      | —      |
| Genoa           | Összesen       | Összesen       | —         | —         | —     | —     | —          | —          | —      | —      |
| Chievo          | 2019–20        | Serie B        | —         | —         | —     | —     | —          | —          | —      | —      |
| Chievo          | Összesen       | Összesen       | —         | —         | —     | —     | —          | —          | —      | —      |
| DAC             | 2019–20        | Fortuna Liga   | 8         | 0         | 3     | 1     | —          | —          | 11     | 1      |
| DAC             | 2020–21        | Fortuna Liga   | 27        | 0         | 1     | 0     | 3          | 0          | 31     | 0      |
| DAC             | 2021–22        | Fortuna Liga   | 17        | 3         | 1     | 0     | 2          | 0          | 20     | 3      |
| DAC             | Összesen       | Összesen       | 52        | 3         | 5     | 1     | 5          | 0          | 62     | 4      |
| Union Berlin    | 2021–22        | Bundesliga     | 8         | 1         | 1     | 0     | —          | —          | 9      | 1      |
| Union Berlin    | 2022–23        | Bundesliga     | 16        | 0         | 2     | 0     | 5          | 0          | 23     | 0      |
| Union Berlin    | 2023–24        | Bundesliga     | 20        | 1         | —     | —     | —          | —          | 20     | 1      |
| Union Berlin    | 2024–25        | Bundesliga     | 26        | 1         | 2     | 0     | —          | —          | 28     | 1      |
| Union Berlin    | 2025–26        | Bundesliga     | 0         | 0         | 1     | 0     | —          | —          | 1      | 0      |
| Union Berlin    | Összesen       | Összesen       | 70        | 3         | 6     | 0     | 5          | 0          | 81     | 3      |
| Teljes karrier  | Teljes karrier | Teljes karrier | 173       | 11        | 18    | 3     | 10         | 0          | 201    | 15     |

### A válogatottban
| Magyarország | Magyarország | Magyarország |
| Év           | Mérk.        | Gólok        |
| ------------ | ------------ | ------------ |
| 2020         | 4            | 0            |
| 2021         | 11           | 3            |
| 2022         | 7            | 0            |
| 2023         | —            | —            |
| 2024         | 12           | 0            |
| 2025         | 3            | 1            |
| Összesen     | 37           | 4            |

### Mérkőzései a válogatottban
| Magyarország | Magyarország         | Magyarország                    | Magyarország        | Magyarország | Magyarország        | Magyarország    | Magyarország | Magyarország        |
| #            | Dátum                | Helyszín                        | Hazai               | Eredmény     | Vendég              | Kiírás          | Gólok        | Esemény             |
| ------------ | -------------------- | ------------------------------- | ------------------- | ------------ | ------------------- | --------------- | ------------ | ------------------- |
| 1.           | 2020. szeptember 3.  | Sivas, Sivas Arena              | Törökország         | 0 – 1        | Magyarország        | Nemzetek Ligája | -            | 60'                 |
| 2.           | 2020. október 11.    | Belgrád, Rajko Mitić Stadion    | Szerbia             | 0 – 1        | Magyarország        | Nemzetek Ligája | -            | 76'                 |
| 3.           | 2020. október 14.    | Moszkva, VTB Aréna              | Oroszország         | 0 – 0        | Magyarország        | Nemzetek Ligája | -            | 77'                 |
| 4.           | 2020. november 15.   | Budapest, Puskás Aréna          | Magyarország        | 1 – 1        | Szerbia             | Nemzetek Ligája | -            | 78'                 |
| 5.           | 2021. június 4.      | Budapest, Szusza Ferenc Stadion | Magyarország        | 1 – 0        | Ciprus              | barátságos      | 1            | 36'                 |
| 6.           | 2021. június 8.      | Budapest, Szusza Ferenc Stadion | Magyarország        | 0 – 0        | Írország            | barátságos      | -            |                     |
| 7.           | 2021. június 15.     | Budapest, Puskás Aréna          | Magyarország        | 0 – 3        | Portugália          | Eb-csoportkör   | -            | 65'                 |
| 8.           | 2021. június 19.     | Budapest, Puskás Aréna          | Magyarország        | 1 – 1        | Franciaország       | Eb-csoportkör   | -            | 75'                 |
| 9.           | 2021. június 23.     | München, Allianz Arena          | Németország         | 2 – 2        | Magyarország        | Eb-csoportkör   | 1            | 68'                 |
| 10.          | 2021. szeptember 2.  | Budapest, Puskás Aréna          | Magyarország        | 0 – 4        | Anglia              | vb-selejtező    | -            |                     |
| 11.          | 2021. szeptember 8.  | Budapest, Puskás Aréna          | Magyarország        | 2 – 1        | Andorra             | vb-selejtező    | -            |                     |
| 12.          | 2021. október 9.     | Budapest, Puskás Aréna          | Magyarország        | 0 – 1        | Albánia             | vb-selejtező    | -            |                     |
| 13.          | 2021. október 12.    | London, Wembley Stadion         | Anglia              | 1 – 1        | Magyarország        | vb-selejtező    | -            | 79'                 |
| 14.          | 2021. november 12.   | Budapest, Puskás Aréna          | Magyarország        | 4 – 0        | San Marino          | vb-selejtező    | -            | 57'                 |
| 15.          | 2021. november 15.   | Varsó, Nemzeti Stadion          | Lengyelország       | 1 – 2        | Magyarország        | vb-selejtező    | 1            | 37'                 |
| 16.          | 2022. március 24.    | Budapest, Puskás Aréna          | Magyarország        | 0 – 1        | Szerbia             | barátságos      | -            | 67'                 |
| 17.          | 2022. március 29.    | Belfast, Windsor Park           | Észak-Írország      | 0 – 1        | Magyarország        | barátságos      | -            |                     |
| 18.          | 2022. június 4.      | Budapest, Puskás Aréna          | Magyarország        | 1 – 0        | Anglia              | Nemzetek Ligája | -            | 21'                 |
| 19.          | 2022. június 7.      | Cesena, Dino Manuzzi Stadion    | Olaszország         | 2 – 1        | Magyarország        | Nemzetek Ligája | -            | 71' 87'             |
| 20.          | 2022. június 14.     | Wolverhampton, Molineux Stadion | Anglia              | 0 – 4        | Magyarország        | Nemzetek Ligája | -            |                     |
| 21.          | 2022. szeptember 23. | Lipcse, Red Bull Arena          | Németország         | 0 – 1        | Magyarország        | Nemzetek Ligája | -            |                     |
| 22.          | 2022. szeptember 26. | Budapest, Puskás Aréna          | Magyarország        | 0 – 2        | Olaszország         | Nemzetek Ligája | -            |                     |
| 23.          | 2024. március 22.    | Budapest, Puskás Aréna          | Magyarország        | 1 – 0        | Törökország         | barátságos      | -            |                     |
| 24.          | 2024. március 26.    | Budapest, Puskás Aréna          | Magyarország        | 2 – 0        | Koszovó             | barátságos      | -            | szünetben           |
| 25.          | 2024. június 4.      | Dublin, Aviva Stadion           | Írország            | 2 – 1        | Magyarország        | barátságos      | -            | 71'                 |
| 26.          | 2024. június 15.     | Köln, RheinEnergieStadion (GER) | Magyarország        | 1 – 3        | Svájc               | Eb-csoportkör   | -            |                     |
| 27.          | 2024. június 19.     | Stuttgart, MHPArena             | Németország         | 2 – 0        | Magyarország        | Eb-csoportkör   | -            |                     |
| 28.          | 2024. június 23.     | Stuttgart, MHPArena (GER)       | Skócia              | 0 – 1        | Magyarország        | Eb-csoportkör   | -            | 44'                 |
| 29.          | 2024. szeptember 7.  | Düsseldorf, Merkur Spiel-Arena  | Németország         | 5 – 0        | Magyarország        | Nemzetek Ligája | -            |                     |
| 30.          | 2024. szeptember 10. | Budapest, Puskás Aréna          | Magyarország        | 0 – 0        | Bosznia-Hercegovina | Nemzetek Ligája | -            |                     |
| 31.          | 2024. október 11.    | Budapest, Puskás Aréna          | Magyarország        | 1 – 1        | Hollandia           | Nemzetek Ligája | -            |                     |
| 32.          | 2024. október 14.    | Zenica, Bilino Polje Stadion    | Bosznia-Hercegovina | 0 – 2        | Magyarország        | Nemzetek Ligája | -            | 86'                 |
| 33.          | 2024. november 16.   | Johan Cruijff Arena, Amszterdam | Hollandia           | 4 – 0        | Magyarország        | Nemzetek Ligája | -            | 74'                 |
| 34.          | 2024. november 19.   | Budapest, Puskás Aréna          | Magyarország        | 1 – 1        | Németország         | Nemzetek Ligája | -            | 90+4'               |
| 35.          | 2025. március 20.    | Isztambul, Rams Park            | Törökország         | 3 – 1        | Magyarország        | Nemzetek Ligája | 1            | 19' 25' a szünetben |
| 36.          | 2025. június 6.      | Budapest, Puskás Aréna          | Magyarország        | 0 – 2        | Svédország          | barátságos      | -            |                     |
| 37.          | 2025. június 10.     | Baku, Dalğa Arena               | Azerbajdzsán        | 1 – 2        | Magyarország        | barátságos      | -            | 84' 85'             |
|              | Összesen             |                                 |                     | 37           | mérkőzés            |                 | 4            | gól                 |

## Díjai, elismerései

### Klubcsapatokban
MTK Budapest
- NB II-es bajnoki cím (2018)

 DAC
- Szlovák bajnoki bronzérmes (2020)
- Szlovák bajnoki ezüstérmes (2021)

### A válogatottban
- Magyarország:
  - Európa-bajnoki résztvevő (2021, 2024)

### Egyéni
- Az év magyar labdarúgója (2021)[37]
- Magyar Aranylabda (2021)[38]